# Erich Dreher
Erich Dreher (* 2. Dezember 1919; † Oktober 1996) war ein deutscher Fußballspieler.

## Spielerkarriere
Nachdem er in der Jugend bei Rot-Weiß Neukölln gespielt hatte, wechselte Erich Dreher als 17-Jähriger zu Hertha BSC. Und bereits zehn Tage nach seinem 18. Geburtstag bestritt er dort sein erstes Spiel, welches 1:1 beim späteren Gaumeister Berliner SV 92 endete. Hertha verpasste den Titel bei Punktgleichheit und selber Tordifferenz nur aufgrund des schlechteren Torquotienten.
Zu weiteren Einsätzen kam Dreher in jener Saison jedoch nicht mehr und auch in der folgenden Spielzeit bestritt er lediglich zwei Partien. Im Tschammerpokal 1939 absolvierte Dreher dagegen drei Spiele, doch auch sein Tor war zu wenig und so scheiterten die Blau-Weißen in der 2. Schlussrunde mit 2:5 bei Vorwärts-Rasensport Gleiwitz.
In der unter dem Namen Danzig-Pokal ausgetragenen Meisterschaft 1939/40 kam der Stürmer erneut nur zweimal zum Einsatz. Auch 1940/41 war er weit von einem Stammplatz entfernt, traf dafür allerdings bei seinem einzigen Saisoneinsatz gleich zweimal gegen den Spandauer SV. Erst im Tschammerpokal 1943 machte er wieder auf sich aufmerksam, als er in seinem einzigen Einsatz gegen den Wilmersdorfer SC ebenso wie Fritz Balogh dreimal einnetzte.
Als die Herthaner 1943/44 mit der Gaumeisterschaft endlich wieder einen Titel feiern konnten, bestritt Dreher wieder nur ein Spiel. Aber auch in diesem unterstrich er seine Torgefährlichkeit und traf zum 2:1-Endstand gegen den BSV 92. Durch den Meistertitel qualifizierten sich die Berliner für die letztmals bis 1948 ausgetragene Endrunde um die deutsche Meisterschaft. Durch ein 0:0 und ein 7:1 im Wiederholungsspiel gegen den LSV Danzig zogen die von Karl Tewes trainierten Herthaner ins Achtelfinale gegen Holstein Kiel ein, welches mit 4:2 gewonnen werden konnte. Da Dreher in diesem Spiel überraschend eingesetzt wurde und seinen Trainer überzeugen konnte, kam er auch im Viertelfinale gegen den HSV Groß Born zum Einsatz. Jedoch musste man sich den Pommern, bei denen der ehemalige Herthaner Fritz Ahlers in der Startelf stand, nach hartem Kampf in Stettin mit 2:3 geschlagen geben.
1944 erhielt Dreher dann seinen Einberufungsbescheid und wurde bei der Luftwaffe in Stargard stationiert. Dort spielte er bis Kriegsende beim Luftwaffensportverein Stargard.
Nach dem Zweiten Weltkrieg spielte Dreher anfangs bei der SG Neukölln, ging aber 1946 mit mehreren anderen Berliner Fußballern zu SV Arminia Hannover. Bei den Niedersachsen erkämpfte er sich einen Stammplatz und bestritt zwei Jahre in der höchsten Spielklasse. Nachdem die Arminen 1947/48 die Saison als Sechstplatzierte beendet hatten, wechselte er zu den Stuttgarter Kickers, bei denen er seine erfolgreichste Zeit erleben sollte.
In der Oberliga Süd 1948/49 erzielte er auf Anhieb zwölf Treffer in 20 Einsätzen. Die Saison 1949/50 lief dann alles andere als optimal. Während Dreher nur sechsmal eingesetzt wurde, stand für die Kickers ein enttäuschender letzter Platz und damit der Abstieg in die II. Division. Dort wurden die Stuttgarter dann auch dank der 26 Tore von Dreher, der dafür nur 27 Spiele benötigt hatte, souverän Meister und stiegen nach nur einem Jahr Pause wieder in die Oberliga auf. In der Oberliga gelang den Kickers 1951/52 und 1952/53 zweimal in Folge der Klassenerhalt. Mittlerweile hatte sich Erich Dreher so um seinen Verein verdient gemacht, dass er 1953 den Goldenen Ehrenring der Kickers erhielt. Anschließend bestritt er 1953/54 seine letzte Saison für die Stuttgarter Kickers, in welcher er mit seinen 16 Treffern großen Anteil am neuerlichen Klassenerhalt hatte.
Nach dieser Saison ging er zum SV Prag Stuttgart, bei dem er 1955 im Alter von 35 Jahren seine Spielerkarriere beendete.

## Erfolge
- Gaumeister Berlin-Brandenburg: 1944
- Meister der II. Division: 1951
- Goldener Ehrenring der Stuttgarter Kickers: 1953